# Беле воде (Београд)
Беле воде је насеље у општини Чукарица, у Београду, главном граду Србије. Иначе је једно од најстаријих насеља на територији града, познато још из Неолита и винчанске културе о чему сведочи археолошко налазиште Жарково — Ледине које се налазило у непосредној близини спортског центра Жарково и дуж обала доњег дела тока потока Париповац. Кроз насеље пролази аутобуска линија 51, а рубним деловима насеља пролазе и линије градског превоза 55, 56, 58, 88, 512, 531, 532, 533, 560 и 581.
Беле воде су добиле назив по истоименом извору који и данас постоји (налази се између улица Беле воде и Водоводске), а који важи за један од најјачих и најиздашнијих природних извора воде у читавој Шумадији.
Занимљив је податак да се цело Жарково све до прве половине 16. века звало Бело Врело. Садашњи назив „Жарково” за читав овај крај преовладао је и заживео тек око 1530. године.

## О насељу
Беле воде се налазе у југозападном делу Београда. Западно су од Ибарске магистрале. На северу се граниче са Старим Жарковом, на истоку са Цераком, на југу са Макишом и Железником.
Насеље Беле воде је саставни део месне заједнице Жарково.
По попису из 2002. године, у насељу је живело 14,255 становника а према попису из 2011. године тај број износи 8.445.
Беле воде су данас махом насељеничко насеље — потомци аутохтоног српског становништва које је живело у овом крају још од велике сеобе Срба под патријархом Арсенијем Чарнојевићем данас готово да су права реткост. Насеље је доживело прави демографски прогрес током ратова 1990-их па тако данас већину становништва чине интерно расељени са подручја Косова и Метохије, затим избеглице из Херцеговине, Републике Српске Крајине и Хрватске.
Беле воде су познате и по производном погону београдског Водовода (изграђен 1929), који је приказан и у серији Отписани — инсталација је завршена 1937.
Основна школа која се налази у овом насељу је отворена 1962. под називом „Беле воде”. Касније је промењен назив у Милентије Поповић, а сада се зове Мирослав Антић.
На Белим водама се налазе још и спортски центар Жарково (на месту некадашњег жарковачког Соколског дома) у чијим зградама је својевремено основан вишеструки југословенски првак, ДТВ „Партизан — Жарково”), Војнотехнички институт (бивши ВТИ „Жарково”), храм Светог Вазнесења Господњег, храм Сабора Светог Јована Крститеља, ранжирна станица Макиш, стадион ФК Жарково, Жарковачко гробље (најстарије гробље на читавој територији данашње градске општине Чукарица), итд.

## Демографија
Према попису из 1981. године, Беле Воде имале су 11.920 становника, 1991. године 11.631, а 2002. године 14.255 становника.
Одлуком тадашњег председника и врховног војног команданта Јосипа Броза Тита 1948. године је на територији данашњег насеља Беле Воде основан Ваздухопловнотехнички институт Југословенске народне армије, научноистраживачка и развојна институција у домену ваздухопловних технологија. Званично име му је било „ВТИ Жарково”. У институту су реализовани пројекти великог броја авиона и летелица разних намена, као и осталих средстава наоружања и војне опреме. Та делатност се одвијала у домену аеродинамике, чврстоће структуре, симулације лета и борбе авиона, одређивања квалитета и стандарда горива и мазива, оптимизације грејања и проветравања кабине, интеграције опреме авиона итд. Коришћени су и данас постоје аеротунели, објекти експерименталне аеродинамике.
Након распада СФРЈ и расформирања ЈНА, укинут је Ваздухопловнотехнички институт кроз асимилацију у Војнотехнички институт копнене војске и данас носи назив Војнотехнички институт Београд. Саставни је део министарства одбране Републике Србије, акредитован је од стране министарства просвете, науке и технолошког развоја и интегрални је део Универзитета одбране у Београду. Институт располаже са 22 лабораторије, а примарна делатност представља истраживање и развој у области одбрамбених технологија. У Војнотехничком институту се сваке године одржава међународни научно-стручни скуп из области одбрамбених технологија под називом „ОТЕХ".

## Парк
На Белим Водама се налази други по величини парк у Београду. Површина парка је око 8 хектара и у њему се налазе терени за разне спортове, дечја игралишта, шеталиште, летњиковци ...
На иницијативу грађана овог дела града, реконструкција парка на Белим Водама почела је крајем 2010. године. Након годину дана рада, крајем 2011. године, реконструкција парка је завршена, а свечаном отварању парка присуствовао је и заменик градоначелника Београда Александар Шапић. Обнова парка на Белим Водама представља највећу инвестицију Зеленила после парка Ташмајдан.

## Азбестно насеље
Беле Воде су надалеко познате и по Азбестном насељу које је (и ако катастарски непризнато) суштински малу четврт Белих Вода. 28 зграда у централном делу Белих Вода је усељено 1965. године као привремени смештај за наредних 10 година. Ипак, становници нису били расељени после 1976, а средином 90-их је откривено да су зграде изграђене од канцерогеног азбеста. Станари су покренули иницијативу за рушењем, тврдећи да азбест угрожава њихово здравље. И данас се памте графити исписани на зградама „Азбест нас гуши”, „Умиремо од азбеста”, и сл. Градска власт је обећала помоћ, али није реаговала. Након десет година протеста станара, 2006. започиње рушење 14 објеката и изградња нових, модерних зграда, нових улица и паркинга. Рушење зграда је завршено крајем 2011. године. Проблем је представљала штетност азбеста, па зграде нису могле да се руше, већ да се разграђују, тако да је процес трајао дуго (40 дана по једној згради). Градски завод за јавно здравље редовно надгледа рушење и прати концентрацију азбеста у ваздуху.
Једно од важних обележја овог насеља јесте мултиетничност и сарадња између различитих народа који живе на овом подручју. Наиме, уз релативно мали број Срба овај блок Белих Вода већински је био насељен несрпским становништвом — уз доминантне албанске породице присутне су још и муслиманске, ромске, ашкалијске, горанске итд., али без обзира на националну припадност сви су били уједињени у настојањима да допринесу бољем развоју насеља и његових житеља.

## Галерија
- Капија цркве Светог Вазнесења Господњег
- Небо и облаци над Белим Водама
- Парк у зимском периоду